# Chinattus
Chinattus is een geslacht van spinnen uit de familie springspinnen (Salticidae).

## Soorten
De volgende soorten zijn bij het geslacht ingedeeld:
- Chinattus caucasicus Logunov, 1999
- Chinattus chichila Logunov, 2003
- Chinattus emeiensis (Peng & Xie, 1995)
- Chinattus furcatus (Xie, Peng & Kim, 1993)
- Chinattus parvulus (Banks, 1895)
- Chinattus sinensis (Prószyński, 1992)
- Chinattus taiwanensis Bao & Peng, 2002
- Chinattus tibialis (Żabka, 1985)
- Chinattus undulatus (Song & Chai, 1992)
- Chinattus validus (Xie, Peng & Kim, 1993)
- Chinattus wulingensis (Peng & Xie, 1995)
- Chinattus wulingoides (Peng & Xie, 1995)